# 奥田哲也 (国土交通官僚)
奥田哲也（おくだ てつや、1961年9月2日 - ）は、日本の運輸・国土交通官僚。一般財団法人運輸総合研究所専務理事ワシントン国際問題研究所長。

## 来歴
福岡県久留米市生まれ。父の転勤で大牟田、小郡、福岡、小倉、宗像を転々としたのち、ラ・サール高等学校を経て、1984年3月に東京大学法学部第2類（公法コース）卒業。国家公務員採用上級甲種試験（法律）に合格して、1984年4月に運輸省に入省。
2016年6月21日から国土交通省鉄道局長、2017年7月7日から自動車局長を務め、2019年7月9日退官。同年11月一般財団法人運輸総合研究所専務理事・ワシントン国際問題研究所長。

## 年表
2014年までの経歴の出典
- 1984年04月：運輸省入省
- 1990年04月：運輸省九州運輸局企画部地域交通企画課長
- 1991年06月：運輸省航空局飛行場部環境整備課補佐官
- 1992年10月：気象庁総務部企画課調査官
- 1994年07月：鹿児島県企画部交通政策課長
- 1997年07月：運輸省運輸政策局運輸産業課補佐官
- 1998年06月：運輸省自動車交通局総務課補佐官
- 1999年06月：運輸省大臣官房文書課企画官（自動車交通局）
- 2000年07月：運輸省大臣官房文書課企画官（鉄道局）
- 2001年01月：国土交通省大臣官房総務課企画官（鉄道局）
- 2002年07月：国土交通省海事局総務課企画室長
- 2003年09月：国土交通省大臣官房付（石原伸晃国土交通大臣秘書官事務取扱）
- 2004年09月：国土交通省大臣官房総務課企画官
- 2005年08月：国土交通省総合政策局交通消費者行政課長
- 2006年07月：国際観光振興機構ロンドン観光宣伝事務所長
- 2008年07月：国土交通省自動車交通局旅客課長
- 2009年07月：国土交通省航空局空港部空港政策課長
- 2009年10月：国土交通省航空局空港部首都圏空港課長
- 2011年
  - 07月：国土交通省航空局航空ネットワーク部首都圏空港課長
  - 10月：国土交通省大臣官房参事官（人事担当）
- 2012年09月：国土交通省大臣官房人事課長
- 2013年08月01日：国土交通省航空局航空ネットワーク部長[8]
- 2014年07月08日：国土交通省大臣官房総括審議官[9]
- 2016年06月21日：国土交通省鉄道局長[4]
- 2017年07月07日：国土交通省自動車局長[5]
- 2019年
  - 07月09日：辞職[6]
  - 11月06日：一般財団法人運輸総合研究所専務理事[10]・ワシントン国際問題研究所長[7]

## 人物
父親は戸畑市（のちの北九州市戸畑区）出身。ラ・サール高等学校在学中は実家が北九州市小倉北区にあり、夏休みや冬休みは小倉で過ごしたと語っている。
2021年福岡県知事選挙への出馬が取り沙汰され、同県選出国会議員らの要請を受け奥田自身も立候補への意欲を示していた。一方、自民党福岡県議団は同県副知事の服部誠太郎に立候補を要請し、分裂選挙を懸念する自由民主党幹事長の二階俊博から候補者一本化の要請を受けた奥田は出馬を断念した。